# Antonín Panenka
Antonín Panenka (Prága, 1948. december 2. –) Európa-bajnok csehszlovák válogatott cseh labdarúgó.

## Pályafutása

### Klubcsapatban
Támadó középpályás, akit pontrúgásai tettek közismertté. 1959-ben, egészen fiatalon került be a Spartak Praha Stalingrad labdarúgócsapatához. 1981-ben Panenka eligazolt a  Bohemianstól egy osztrák klubba, a Rapid Wienbe, ahol két osztrák Bundesliga-bajnoki címet nyertek és egy osztrák kupát. 1985-ben a Rapid Wien bejutott a kupadöntőbe, Panenka csereként lépett pályára, de csapata 3–1 arányban kikapott az Evertontól. Ebben az évben átigazolt a VSE St. Pöltenhez, és még két szezont játszott Ausztriában, mielőtt alacsonyabb osztályban szerepelt volna.

### A válogatottban

#### Panenka tizenegyese
1976-ban Csehszlovákia bejutott az Európa-bajnokság döntőjébe, ahol a döntőben az ellenfél az NSZK volt. A mérkőzés állása a hosszabbítás után 2–2 volt, tehát a büntetők következtek. Az első hat-hat büntetőt belőtték a játékosok, ekkor Uli Hoeneß következett, aki kihagyta. Csehszlovákia nagy lépést tett a trófea elhódítása érdekében, mivel ha Panenka értékesíti a büntetőjét, akkor elhódítják a kupát. Antonín fantasztikus mozdulattal juttatta a labdát a hálóba, Sepp Maier német kapusnak esélye nem volt a hárításra, mivel Panenka alábökött a labdának és az bepottyant a kapuba.
Maga Panenka mondta, hogy a Bohemiansban sok éven keresztül gyakorolta ezt a mozdulatot. Soha senki nem lőtt így büntetőt azelőtt. Akkor állt elő ezzel az ötlettel, amikor büntetőket gyakorolt a kapusukkal, Zdeněk Hruškával. Hogy érdekessé tegyék, mindegyik büntető végrehajtásánál feltettek egy sört vagy egy szelet csokoládét. Hruška nagyon jó hálóőr volt, több lövést védett ki, mint amennyit számolni tudott Panenka, aki általában vesztesként fejezte be a párharcot. Végül rájött, hogy a kapus mindig vár az utolsó pillanatig, mielőtt elvégzik a büntetőt. Eldöntötte, hogy valószínűleg könnyebb gólt szerezni, hogy ha csak átemeli felette, amikor a kapus elvetődik valamelyik irányba.
Még a mai napig is sok labdarúgó-kommentátor csodálkozik azon, hogy Panenkának honnan volt annyi bátorsága, hogy úgy végezzen el egy büntetőt.
Tehát Csehszlovákia 1976-ban megnyerte az Európai-bajnokságot.

### Edzőként
A Bohemians Praha 1905 edzőjeként dolgozik a csapatnál.

## Sikerei, díjai
- Európa-bajnokság
  - aranyérmes: 1976, Jugoszlávia
  - bronzérmes: 1980, Olaszország